# Kamablon de Kangaba
Le Kamablon, ou Kamabulon, est une case sacrée, située à Kangaba, au Mali. 

## Description
Le Kamablon est la case sacrée de Kangaba dans la région de Koulikoro. Il a été construit en 1653. Selon la description des sites historiques et paysages culturels du Manden faite à l'Unesco par la délégation permanente de la République du Mali, il serait le dernier Kamablon de l'aire culturelle du Mandén. Sa construction circulaire, de 4 mètres de diamètre est faite en terre - banco, et le toit en chaume. Le bâtiment est entouré de trois fromagers (arbres), d'un puits, du "wasi", et de la tombe de Mansa Sèmè. Ce dernier est réputé être le fondateur du Kamablon et par là même, premier prêtre de la case sacrée. L'ensemble de ces éléments et de la case revêtent un caractère sacré dans la culture Mandén, et en particulier, pour les griots du clan Diabaté. A l'intérieur de cette case sacrée, qui fait office de sénat villageois ou "vestibule de parole", sont conservés des objets et du mobilier précieux et symboliques. 

## Célébration de réfection du toit
Tous les 7 ans, les populations du Mandén se rassemblent pour célébrer la réfection de la toiture de chaume sur le Kamablon dans le village de Kangaba. La pose du nouveau toit de la case sacrée est l'occasion d'une cérémonie, portée par les membres du clan des Keïta, descendants de Soundiata Keïta, et des griots Diabaté, qui conservent et racontent la mémoire du Kamablon. Cette célébration de 5 jours permet de partager les traditions orales et l'histoire du Mandén. C'est aussi un moment de resserrement des liens sociaux. Le rituel comporte également une pratique divinatoire permettant d'annoncer une prédiction d'avenir pour les sept prochaines années. Cette cérémonie est inscrite depuis 2009 sur la Liste représentative du patrimoine culturel immatériel de l’humanité,.